# Кородимас, Стив
Сти́вен Джеймс «Стив» Короди́мас (англ. Steven James «Steve» Corodemus; род. 14 января 1952, Ньюарк, Нью-Джерси, США) — американский адвокат и политик-республиканец, член Генеральной ассамблеи Нью-Джерси. Член Ассоциации юристов штата Нью-Джерси (1979) и Адвокатуры штата Калифорния (1981). Член Lions Clubs International.
Активный деятель греческой общины США и диаспоры в целом. Член Американо-греческого прогрессивного просветительского союза (AHEPA) и Всемирной греческой межпарламентской ассоциации (WHIPA).
Владеет греческим и испанским языками.

## Биография
Родился в семье греков Джеймса (Димитриоса) Стивена Кородимаса (1926—2015) и Хрисулы Рассиас. Джеймс Кородимас был ветераном Второй мировой войны, являлся адвокатом, активным членом AHEPA и греческой православной церкви. Сестра Стива Кородимаса, Марина Кородимас, является также адвокатом, членом благотворительного фонда Leadership 100 Греческой православной архиепископии Америки, оказывающего поддержку организациям Американской архиепископии в продвижении и развитии греческого православия и эллинизма в США (основан в 1984 году архиепископом Иаковом).
Окончил Рутгерский университет со степенью бакалавра истории (1974) и Школу права Университета Сетон-Холл со степенью доктора права (1978).
С 1979 года занимается адвокатской практикой, работает в юридической фирме Giordano, Halleran & Ciesla, P.C. (2009—н. в.), ранее — в Corodemus & Corodemus, основанной его отцом.
Член (1986—1988) и президент (1988) Совета боро Атлантик-Хайландс, член Генеральной ассамблеи Нью-Джерси (1992—2008), помощник парламентского организатора (1992—1993), парламентский организатор (1994—1995), заместитель лидера (2004—2005) фракции большинства.
В 2006 году Генеральная ассамблея Нью-Джерси приняла резолюцию AR 112 по Кипру, авторами которой были Стив Кородимас и Ларри Хадзидакис, призвавшие США выступить в качестве инициатора справедливого и мирного разрешения Кипрского конфликта. Позднее в этом же году Легислатура Нью-Джерси единогласно приняла резолюцию SJR 11 в поддержку религиозной свободы для Вселенского Патриархата, внесённую в Сенат штата Бобом Смитом и Джозефом Кириллосом-младшим, которую вскоре в Генеральной ассамблеи штата представили Стив Кородимас и Упендра Чивукула. В резолюции, являющейся частью инициированного в 2006 году Орденом святого апостола Андрея проекта «Religious Freedom Resolutions», содержится призыв к правительству Турции уважать религиозные свободы и права греческого православного меньшинства в преимущественно мусульманской стране после десятилетий юридических споров, конфискации имущества и закрытия в 1971 году единственной православной духовной семинарии в Турции — Халкинской богословской школы.

## Личная жизнь
Женат на Мишель Расселл, имеет дочь Кейтлинн и сына Димитриоса.
Активный прихожанин греческой православной церкви.